# 头道河站
头道河站位于新疆维吾尔自治区吐鲁番市，建于1960年，是兰新铁路的一个车站。距离兰州站1759公里，距上行车站吐鲁番站10公里，距下行车站三个泉站10公里。该站隶属乌鲁木齐铁路局。

## 业务范围
- 客运：办理旅客乘降;不办理行李、包裹托运；
- 货运：办理整车货物发到